# Contea di Barnwell
La contea di Barnwell (in inglese Barnwell County) è una contea dello Stato della Carolina del Sud, negli Stati Uniti. La popolazione al censimento del 2000 era di 23 478 abitanti. Il capoluogo di contea è Barnwell.

## Geografia
La contea si trova nel sud-ovest dello Stato, al confine con la Georgia. Si tratta di un territorio pianeggiante, il cui confine sud-ovest con la Georgia è costituito dal fiume Savannah. L'area è caratterizzata da zone umide e pinete.

### Contee confinanti
- Contea di Orangenburg - nord-est
- Contea di Bamberg - est
- Contea di Allendale - sud
- Contea di Burke (Georgia) - sud-ovest
- Contea di Aiken - nord-ovest

## Storia
La contea fu istituita nel 1798 e fu chiamata così in onore di John Barnwell.

## Comuni
L'unica city è Barnwell, il capoluogo.

### Towns
- Blackville
- Elko
- Hilda
- Kline
- Snelling
- Williston